# Bharatpur (Nepal)
Bharatpur (nep. भरतपुर) – miasto w środkowo-południowym Nepalu; stolica dystryktu Chitwan. Według danych szacunkowych na rok 2010 liczy 136 606 mieszkańców. Ośrodek przemysłowy. W mieście znajduje się port lotniczy Bharatpur.